# Gabriel Thomas (magistrat)
Pour les articles homonymes, voir Gabriel Thomas.
Charles-Marie-Gabriel Thomas, né le 25 janvier 1848 à Nancy et mort dans la même ville le 27 septembre 1911 est un magistrat et un écrivain français.

## Biographie
Gabriel Thomas est le fils de Charles Thomas, vérificateur des domaines du département de la Moselle, et de Caroline Willard.
A l'issue de ses études au lycée de Nancy puis à la faculté de lettres et de droit de la même ville il est licencié ès lettres en novembre 1868 puis docteur en droit le 26 juillet 1870. Sa thèse de doctorat est intitulée De la servitude réelle usagère dans les forêts. Il s'inscrit comme avocat au barreau de Nancy mais entre, peu après dans la magistrature : il est nommé substitut à Rethel le 29 décembre 1872 puis à Saint-Mihiel le 22 juin 1875. Il est nommé procureur à Mirecourt le 31 octobre 1877, puis substitut du procureur général à la Cour de Nancy puis conseiller à la même Cour le 27 octobre 1886 et président de la Cour d'assisses durant 16 ans, de 1888 à 1903.
Hors ses écrits de juriste Gabriel Thomas a publié des ouvrages relatant ses voyages en Europe, tout particulièrement en Italie, et d'autres résultant de ses recherches et réflexions historiques.
De 1898 à 1911 il est secrétaire perpétuel de l'Académie Stanislas.
Il est nommé chevalier de la Légion d'honneur par décret du 13 juillet 1905.

## Publications
- Du Danube à la Baltique : Allemagne, Autriche-Hongrie, Danemark : descriptions et souvenirs, Paris, 1888, Berger-Levrault, 590 p. lire en ligne sur Gallica
- Les Procès de sorcellerie et suggestion hypnotique (Cour d’appel de Nancy. Audience solennelle de rentrée du 16 octobre 1885. Discours prononcé par . G. Thomas, alors substitut du procureur général). Nancy, Vagner, imprimeur de la Cour d’Appel, 1885. 1 vol. in-8°, 47 p. [lire en ligne (page consultée le 16 novembre 2024)]
- Le festin de Balthazar, Paris, 1898, impr. de Kugelmann lire en ligne sur Gallica
- La conférence littéraire Stanislas, Nancy,1897, Berger-Levrault, 95 p.
- Les jeux de la lumière dans les Alpes et la seconde coloration des montagnes, 1895, Nancy, Berger-Levrault, 11 p.
- Études sur la Grèce, beaux-arts, les sites et la population, 1895, Paris, Berger-Levrault, 216 p.
- Les révolutions politiques de Florence (1177-1530), Paris, 1887, Hachette